# 赤岩峠
赤岩峠（あかいわとうげ）は、群馬県多野郡上野村と埼玉県秩父市との境にある峠である。

## 概要

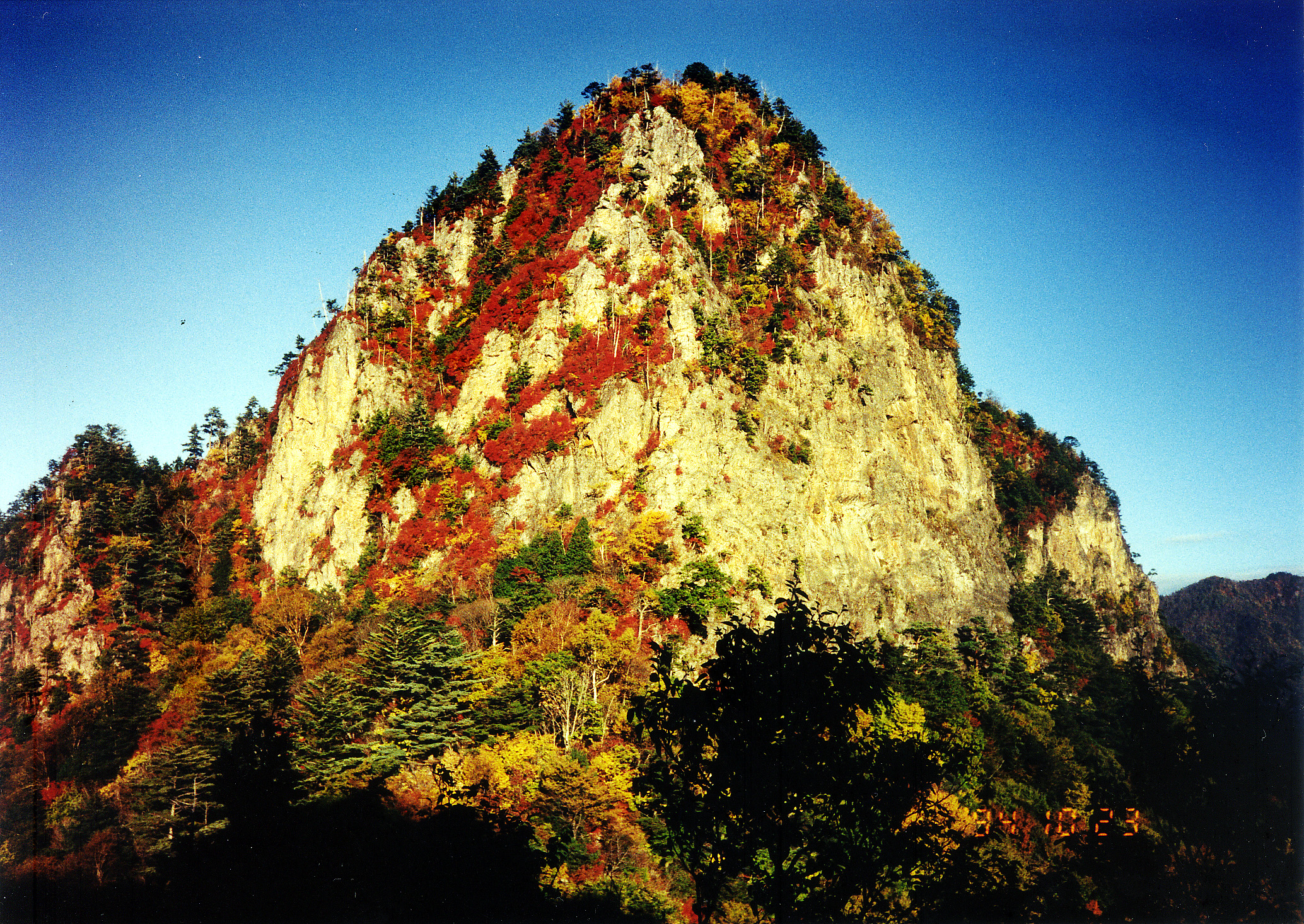
峠道より望む赤岩岳

- 標高は約1,440m[要出典]である。
- 整備状況は登山道程度[要出典]。

## 周辺
- 雁掛峠
- 秩父鉱山